# Chris Smith (politico)
Christopher Robert "Chris" Smith, ora barone Smith of Finsbury (24 luglio 1951), è un politico britannico, membro del partito laburista britannico, parlamentare nella Camera dei Comuni dal 1983 al 2005 per il collegio di Islington South and Finsbury ed ex membro del governo.
È stato in assoluto il primo parlamentare britannico a dichiarare apertamente la sua omosessualità, facendo il coming out nel 1984; nel 2005 è stato inoltre il primo parlamentare a riconoscere pubblicamente di essere sieropositivo all'Hiv.
Il 22 giugno 2005 è stato nobilitato col titolo di barone Smith of Finsbury, e nominato Pari a vita.